# ガイスター
ガイスター (Geister) 、またはファンタスミ (Fantasmi) は、幽霊を元にしたコマを使った、ドイツの2人用ボードゲーム。作者はアレックス・ランドルフ。プレイ人数は2人。1982年の発売以来、出版社や名前を変えて再版を繰り返している。1982年、ドイツ年間ゲーム大賞ノミネート。
コマの背中についた印をお互いにわからないように配置し互いに取り合うという、単純ながら心理的要素の強い対戦ゲームである。「Geister」はドイツ語で「幽霊」、「Fantasmi」もイタリア語で「幽霊」の意味。
主なルールとして、シックスリポーンやリバースをしてゲームの戦略を立てる。

## ルール
自分のお化けコマとして、背中に青印のついた「良いオバケ」駒と、赤印のついた「悪いオバケ」の駒が4つずつある。ゲーム開始時にボードの自陣に自分のお化けコマを全て配置する。背中の印は相手からは見えない。
盤上にある自分の駒をひとつ選び、前後または左右の空いてあるマスにひとつずつ動かすことで進められる。これを一手ずつ交互に行い、パスはできない。
相手のコマのある位置に自分の駒を進めると相手の駒を取ることになる。捕虜となった駒は、そのゲーム中は再使用ができない。

## 勝敗
ゲームの勝利条件は、自分の「良いオバケ（青）」駒を一つ、脱出マスまで進ませ、次の自分の番で脱出させることである。「悪いオバケ（赤）」駒は、脱出マスまで進ませることはできても、脱出はできない。

失格の例として、自分の「良いオバケ」駒を4つ失ったり、相手の「悪いオバケ」駒を4つ捕獲したりした場合である。その2つのどちらかをしてしまうと、失格となり、相手の勝利になる。

## 特徴
駒は2種類であるが動かし方はすべて同じである。人気の一因として、子どもや初心者でもできる（勝てる）点が挙げられる。勝利条件が3種類あり、それらのいずれかを達成すればよいので、作戦の種類が広がる。将棋やチェスは、相手の駒をたくさん取れば優勢になるが、本ゲームはそうとは限らないところがある。相手の動かし方を元にコマの正体を推理することになるが、論理だけでは完璧に推理することはできず、勘やハッタリなどを駆使する必要がある。オバケコマは特徴的な形で、ボードや外箱も雰囲気のある美しい造形である。

## コンピューターゲーム
「ヨーロピアンゲームコレクション」（2003年、PS2、ディースリー・パブリッシャー）に収録。